# Konstantin Smirnov

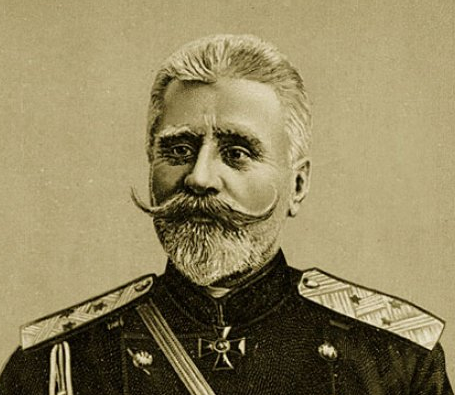
Konstantin Smirnov

Konstantin Nikolajevitsj Smirnov (Russisch: Константин Николаевич Смирнов; Odessa, 19 mei 1854 – Pančevo, 9 november 1930) was een Russisch generaal die vocht in de Russisch-Japanse Oorlog.
Konstantin Smirnov werd naar Port Arthur gestuurd om die strategisch belangrijke marinehaven te verdedigen tijdens het Beleg van Port Arthur. Generaal Anatoli Stessel beschouwde Smirnov als zijn ondergeschikte, herriep diens bevelen, weigerde hem versterkingen en voorraden te sturen en zond berichten aan tsaar Nicolaas II van Rusland waarin hij mislukkingen toeschreef aan Smirnov.